# Мідзукі Кьоко
Кьоко Мідзукі (яп. 水木 杏子, Мідзукі Кьоко) один з псевдонімів Кейко Наґіти (яп. 名 木田 恵 子, Наґіта Кейко, нар. 28 листопада 1949 року в Токіо) — японська письменниця. Найвідомішою її роботою є сценарій до манзі та аніме «Кенді-Кенді». Також, автор оригіналу для аніме «Shampoo Ouji». У 1977 році, отримала нагороду Kodansha Manga Award.

## Твори

### Манґа
Сценарій до манґи, під іменем Наґіта Кейко:
- Sanremo ni Kanpai (малюнок: Ямато Вакі), 1970
- Brandenburg no Asa (малюнок: Ямато Вакі), 1970
- Le Grand Anne Gou wa Yuku ( малюнок: Ямато Вакі), 1970
- Greenhill Monogatari (яп. グリーン ヒル 物語) – малюнок: Аоіке Ясуко, 1970–1971
- Lorient no Aoi Sora (малюнок: Шіма Йоко), 1974–1975
- Etruria no Ken (малюнок: Фумізукі Кйоко), 1975
- Miriam Blue no Mizuumi (малюнок: Аоіке Ясуко), 1975
- Byakuya no Nightingale (малюнок: Шіма Йоко), 1976–1977

Як Мідзукі Кьоко:
- Candy Candy (малюнок: Ігараші Юміко), 1975–1979
- Bara no Ki (малюнок: Chikako Kikukawa), 1978
- Premier Muguet (малюнок: Ханабуса Йоко), 1979–1981
- Kirara Boshi no Daiyogen (малюнок: Асагірі Ю), 1980–1981
- Sunday's Child (малюнок: Нумоура Цубаса), 1980–1981
- Tim Tim Circus (малюнок: Ігараші Юміко), 1981–1982
- Loreley (малюнок: Тачібана Кая), 2008

Як Кода Акане (яп. 香田あかね名義):
- Hoshi eno Kaidan (малюнок: Мацузакі Акемі), 1975

Як Кацура Аяко (яп. 加津綾子名義)
- Rorian no Aoi Sora (1974–1975) — малюнок: Шіма Йоко
- Ai LOVE Popī-chan (1975–1976) — малюнок: Кьōдзука Нон (峡塚のん) (спін-оф манґа до «Utae! Popī-chan»

### Романи
Публікувались під справжнім іменем: Наґіта Кейко
- Hanamonogatari (1977)
- Candy Candy (1978) — була перевидано у 2003 та 2010.
- Tōsugite mienai (1978)
- Satōzaiku no fune (1979)
- Yoake mae no sayonara (1979)
- Umi ni ochiru yuki (1980)
- Barairo shashinkan (1981)
- Iruka toire (1981)
- Miruku-zaka o nobotte (1982)
- Fushigi no mori no kobitotachi (1982)
- Hato no tōdai (1983)
- Night Game (1985)
- Toraianguru uōzu: Sankaku kankei daisensō 1–3 (1986–1988)
- Ivu no ki: Apple Story (1986)
- Moonlight Express (1986)  — Також опубліковано під назвою Hyaku no tsuki в серії Aoi Tori Bunko, Kōdansha
- Iruka piano (вересень 1986)
- Ecchi to kaitō Anpan — серія:
  - Ecchi to nazo no kaitō Anpan (1987)
  - Hatsukoi nazo no rabu retā jiken (1987)
  - Hāto dorobō wa nazo no tenkōsei (1988)
  - Kaitō Anpan tai meitantei Hōmuran (1990)
- Koi ippai no shūkurīmu: 2-nen Kōgumi Hāto Nisshi (1987)
  - Yume tsumi a ra mōdo: 2-nen Kōgumi Hāto Nisshi (1988)
- Tengoku kara no tegami (1987)
- Natte yo kokoro no orugōru (1988)  (Серія: романтична шкільна комедія "Сяюча академія")
- Fūko to yūrei (1988–2002, ілюстрації Каяма Юмі, серія):
  - Yūrei to kekkon shitatte naisho da yo (1988)
  - Hoshizora de yūrei to dēto (1989)
  - Koigataki wa oshare na yūrei (1990)
  - Romanchikku-jō yūrei tsuā (1990)
  - Roku-jū-ichi jikan dake no yūrei nante? (1991)
  - Yūrei ressha wa tomaranai (1993)
  - Honki de suki nara, yūrei tesuto (1993)
  - Yūrei ni kōri no kuchidzuke o (1994)
  - Onegai! Yūrei hāto o kaenaide (1994)
  - Yūrei-dōri no sukūru basu (1995)
  - Shiriaū mae kara zutto suki (1995)
  - Yūrei no hazusenai kon’yaku yubiwa (1996)
  - Yūrei mirakuru e no shōtaijō (2001) (Fūko to yūrei, том 13)
  - Yūrei rabu songu wa eien ni (2001)
- Kazegaoka yume banchi (1988)
- Honto wa suki na noni… gyakuten komikkusu koi no purebōru (1988)
- Jūsansai no kin'yōbi: Romanchikku rabu komedī (1989)
- Matchibako no yume (1989)
- Warutsu no natsu (1989)
- Kyupiri-chan no rabukome fantajī: Koro jikaru・munyu・pa (1989)
  - Oka no ue no okaruto yashiki (1989 / 1997)
  - Sumairu ōsaji sanbai (1989)
- Inishiaru wa S.K. (1989)
- Niji no marionetto: Chisato no hatsukoi memorī (1989)
- Mūnraito dorinku o nomihoshite (1989)
- Sora de buranko (1989)
- Sakuranbo mo koi o suru (1989)
- Mō ichido utatte (1989)
- Kaiten mokuba no koibitotachi (1989–1990)
- Twins purasu wan: Futago no mawari wa nazo de ippai (1990)
  - Twins purasu wan: Futago no ai wa terepashī!? (1991)
- Chichi to haha e・arigatō o hyakuman-kai (1990)
- Neko wa koibito? (серія):
  - Sanchōme no koibito wa neko!? (1991)
  - Romanchikku na yoru no fushigi na neko!? (1992)
- Tokeiya no Rurū: Toki o tabi suru onna no ko (1991)
- Umi-jikan no Marin (1992)
- Mushiba bokujō (1992)
- Ton-chan no sanbun no ichi (1993)
- Obāchan kara no arigatō (1995)
- Mattaku, nante sankanbi! (1996)
- Yōkai gakkō no shusseki bangō roku-ban (1996)
- Kitakōsha no akazu no tobira (1997)
- Noroi no kotoba wa nishi-kōsha kara (1997)
- Dororon Gaiko-chan (1998)
- Akai mi hajiketa (1999) — твір уперше з'явився у підручнику Mitsumura Tosho (1992, 6-й клас; видання 1992 і 1996 рр.)
  - Akai mi-tachi no rabu songu (2011)
- Hoshi no kakera pt.1–3 (2000–2001)
- Tenshi no hashigo 1–5 (2002–2003)
- air: Dare mo shiranai itsuka-kan (2003, перевидано у 2011)
- Vampire Love Story (ヴァンパイア・ラブストーリー ポプラ社):
  - Bara no shirushi wa ai no kotoba (2003)
  - Koi no yokan wa bara no kaori (2003)
  - Ai o sagashite bara no meiro (2004)
  - Bara no mimikazari wa koi no kirameki (2005)
- Koppu no naka no Yūzora (2004–2005)
- Rainette, Kin Iro no Ringo (2006)
- Birthday Club  (ілюстрації Азукі Юу, 2006–2009)
- Ballerina Jikenbo (серія):
  - Hakuchō no mizuumi no nazo (2006)
  - Nemureru mori no utahime (2006)
  - Seirei-tachi no hana-uranai (2007)
  - Migawari ningyō no love song (2007)
  - Garasu no tushūzu (2008)
- Tram, hikari o makichirashinagara (2009)
- Mahō no Frypan (2012, ілюстрації: Кавакамі Такако)
- Doragon to futari no ohime-sama (2014, ілюстрації: Кавакамі Такако)
- Furai-hime, doko ni mo nai shima e (2014, ілюстрації: Кавакамі Такако)
- Hyakunin Isshu: Hyaku no koi wa hitotsu no uchū... Eien ni kirameite (2012, ілюстрації: Нібоші Тен)
- Sora no Shippo (2012, ілюстрації: Коміне Юра)
- La Puttun Eru: Rokkai no hikikomori-hime (2013)
- Tsuki no Kai (2013, ілюстрації: Коміне Юра)
- Merinda House wa Mahō ga Ippai (Tomodachi ga Iru yo!) (2014, ілюстрації: Сакума Мей)
- Tomoren × 12-sai: Honto no Kimochi (2015, ілюстрації: Ямада Дейзі)  Hatsukoi × 12-sai: Akai Mi Hajiketa (2015, ілюстрації: Ямада Дейзі)
- Dracula no machi de, futari wa (2017, ілюстрації: Ямада Дейзі)
- Fūmubi-den (2017)
- Aokage Shinwa (2018)
- Mado o akete, watashi no uta o kiite (2018)

### Збірки віршів
- Kaeru (1969)
- Omoide wa utawanai (1974)
- Otanjōbi ni (1975, художниця: Сано Йоко)
- Amanda no nichiyōbi (1976) (співавторство з фотографом Нішікава Осаму)
- Nakayoshi derakkusu arubamu: Kyandi Kyandi irasutoshū (1977) (співавторство з манґакою Ігарасі Юміко)
- Shugābōru no bōken (1977) (співавторство з фотографом Нішікава Осаму)
- Yōseitachi no koe ga kikoeru (лютий 1978) (Нішікава Осаму)
- Fifuti (2004) (приватне видання)